# Winchester (condado de Jackson, Ohio)
Winchester é uma comunidade não incorporada em Município de Bloomfield, Condado de Jackson, Ohio, Estados Unidos. Ele está localizado a sudeste de Jackson ao longo da U.S. Route 35, próximo a Rocky Hill, na interseção de Dixon Run Road (Estrada Municipal 41) e Winchester-Vega Road, em 38° 59′ 13″ N, 82° 32′ 21″ O.